# امیل هاخا
امیل هاخا (چکی: Emil Hácha; زاده ۱۲ ژوئیهٔ ۱۸۷۲ – درگذشته ۲۷ ژوئن ۱۹۴۵) قاضی، سیاستمدار و وکیل اهل چکسلواکی بود.
وی از سال ۱۹۳۹ تا ۱۹۴۵ حاکم بوهم و موراویا و از سال ۱۹۳۸ تا ۱۹۳۹ سومین رئیس‌جمهور چکلسواکی بوده‌است. هاخا که کشورش تحت کنترل آلمان بود پس از حمله ارتش سرخ به پراگ در ۹ مه ۱۹۴۵ دستگیر و به زندان پانکراک منتقل شد و در ۲۷ ژوئن ۱۹۴۵ درگذشت.